# Nix-Gut Records
Nix-Gut ist ein Independent-Label sowie Punk-Mailorder mit Sitz in Winnenden. Gegründet wurde Nix-Gut 1994 durch Fraggle, Jürgen Kamm und Andy von der Punk-Band S.i.K.

## Geschichte
1994 gründeten die Brüder Jürgen und Andy Kamm von der Band S.i.K. zusammen mit Fraggle Nix-Gut Records zur besseren Verbreitung ihrer ersten CD Vergiß es. Angefangen mit einer Handvoll eigener und diverser Artikel von befreundeten Bands wuchs Nix-Gut zu einem der größten Punk-Mailorder. Neben vielen Band-CDs veröffentlichte Nix-Gut regelmäßig Sampler, wie beispielsweise die Reihen Es lebe der Punk, Chaos, Bier + Anarchie, Punk – Das ist unser Kult sowie die schon aus den 1990er Jahren bekannten, ursprünglich von Snake Records/A.M. Music veröffentlichten Samplerreihen Die deutsche Punkinvasion und Schlachtrufe BRD. Außerdem bietet Nix-Gut Hosen, Schuhe, Nieten, Tickets und vieles mehr aus den Bereichen Punk, Oi! und anderen alternativen Rock-Szenen an.
Die Professionalisierung kam über die Jahrtausendwende. 2001 wurde der erste Vollzeitmitarbeiter eingestellt. Sowohl der Mailorder als auch das Plattenlabel wuchsen an. Neben neuen Bands kamen auch Rereleases älterer Musikgruppen wie AufBruch und Fliehende Stürme hinzu. Bis 2010 wuchs das Angebot an Tonträgern auf über 200 Stück an. Nix-Gut wurde durch Jürgen Kamm, der bis dahin in einer Behinderteneinrichtung arbeitete und daher die Arbeitsabläufe dort kannte, eine anerkannte gemeinnützige Einrichtung: Der Schwerpunkt liegt auf der Arbeit mit schwerbehinderten Menschen, um diesen den Schritt in den allgemeinen Arbeitsmarkt zu erleichtern und ermöglichen. Als gemeinnützige Einrichtung müssen sämtliche Gewinne der Behindertenarbeit zufließen oder an soziale Einrichtungen gespendet werden.
Seit Dezember 2007 hat Nix-Gut darüber hinaus die Druckwerkstatt Schwabendruck realisiert, wo weitere Förderarbeitsplätze angeboten werden. Auf Kundenwunsch können dort Textilien bedruckt oder bestickt werden. Des Weiteren werden Buttons, Aufkleber, Aufnäher, Plektren und Feuerzeuge angeboten. Hinzu kam der Verkauf und die Veredelung von Sportvereinsartikeln unter dem Namen SD-Sports.
2013 wurde aus der Nix-Gut GmbH die ProTrade Integra GmbH, ein Kofferwort aus Production, Trade und Integration. Neben dem weiterhin bestehenden Onlineshop von Nix Gut kam 2014 Halt deine Schnauze! beziehungsweise HDS-Shop hinzu, ein Mailorder, der stärker den Deutschrock-Markt bedient. Der Name des Labels basiert auf einem Lied von Frei.Wild, mit der die Band 2009 anfing zusammenzuarbeiten. Das Plattenlabel läuft weiter unter dem Namen Nix-Gut Records, wobei allerdings nur noch sporadisch Tonträger veröffentlicht werden.
2017 kam der Trading Goblin Onlineshop hinzu, der den Schwerpunkt Sammelkarten- und Tabeltop-Spiele hat. Das Unternehmen beschäftigt heute rund 60 Menschen, davon etwa die Hälfte mit einer schweren Behinderung und ebenfalls etwa die Hälfte mit Migrationshintergrund.

## Kontroversen

### Der Hakenkreuzprozess

Durchgestrichenes Hakenkreuz

Im August 2005 wurde das Lager von Nix-Gut von der Polizei durchsucht und ungefähr 17.000 Artikel, auf denen durchgestrichene oder von einer Faust zerschlagene Hakenkreuze zu sehen waren, wurden beschlagnahmt. Auf Antrag der Stuttgarter Staatsanwaltschaft hat das Landgericht Stuttgart am 29. September 2006 Jürgen Kamm wegen Verwendens von Kennzeichen verfassungswidriger Organisationen gemäß § 86 a Abs. 1 Nr. 1 und 2, 86 Abs. 1 Nr. 4 StGB zu einer Geldstrafe von insgesamt 3.600 Euro verurteilt.
Das Urteil stieß sowohl seitens der Politik als auch vieler Strafrechtler auf große Empörung, weil diese Auslegung nicht vom Gesetzeszweck des § 86a StGB gedeckt sei. Jürgen Kamm legte gegen das Urteil Revision ein, der Fall wurde am 8. März 2007 vor dem Bundesgerichtshof verhandelt, wo die Bundesanwaltschaft Freispruch forderte. Dieser Forderung kam der BGH am 15. März 2007 nach und hob das Urteil der Vorinstanz auf. Dies bedeutet, dass in Deutschland die rechtliche Lage geklärt ist und somit das Tragen von antifaschistischen Symbolen erlaubt ist.
Der Nix-Gut Mailorder reagierte auf die erste Verurteilung, indem er begann, verschiedene Gegenstände zum Verkauf anzubieten, die sich darauf beziehen. Auch wurde ein Unterstützungssampler herausgegeben, dessen Erlös die laufenden Gerichtskosten abfedern sollte.

### Zusammenarbeit mit Frei.Wild
2009 arbeitete Nix-Gut mit der umstrittenen Band Frei.Wild zusammen. War die Zusammenarbeit anfangs noch auf die Produktion von Merchandise-Artikeln beschränkt, wurde nach und nach der Großhandel, und seit 2012 auch die Endkundenbelieferung übernommen. Aus Protest gegen die Zusammenarbeit von Nix-Gut mit der Band Frei.Wild stiegen im Januar 2010 die Redakteure des Taugenix-Fanzines aus, was dessen Ende nach drei Jahren bedeutete. Das Fanzine war 2007 als Alternative zum Plastic Bomb und dem Ox Fanzine auf dem deutschen Zeitschriftenmarkt gebracht worden und mit Unterstützung des Labels finanziert worden, war aber inhaltlich unabhängig. Auch zahlreiche Bands verließen aus Protest das Label.
Die Proteste gegen die Zusammenarbeit bedeuteten für das Label einen Bruch mit der linken Szene und insbesondere mit der Antifa. Zugleich wurde die Zusammenarbeit mit der Südtiroler Rockband intensiviert.

## Ehemalige Bands auf Nix-Gut Records
- 1. Mai 87
- 2LHUD
- Absturtz
- Abfluss
- Alarmsignal
- Atemnot
- AufBruch
- Borderpaki
- Betontod
- Betty & the Bottles
- Bockwurschtbude
- Bluthusten
- BoToX
- C-Wa
- charmin’carmen
- Casanovas Schwule Seite
- Cocoheadnuts
- Eskalierende Vernunft
- Dödelsäcke
- Die schon wieder
- Die BlumentoPferde
- Die optimale Härte
- Daily Terror
- ddp
- Die Gefahr
- Die Siffer
- Ex Nör Säx
- Freibeuter AG
- Frustkiller
- ESA-Zecken
- Fliehende Stürme
- Kann ich mit leben
- konfuz
- Irrenoffensive
- KASA
- Kreftich
- Klabusterbären
- Kolporteure
- L.A.K.
- Luekopodium
- Les Cactüs
- Nada
- Ni Ju San
- Klabusterbären
- Ladehemmung
- netzwerk
- Molotow Soda
- Missbrauch
- Ook Dat Nog!
- Nevermind
- Propaganda Network
- Suspekt
- S.i.K.
- Schmutzige Taten
- Speichelbroiss
- StaatsPunkrott
- Stoned Aliens
- Tagtraum
- Thanheiser
- Tut das Not
- Tanzende Kadaver
- Take Shit
- Tpunkterror
- ÜberdosisNichts
- Wegweiser
- Wärters Schlechte
- Wohlstandskinder
- Zaunpfahl
- Zeckenterror